# ジョエル・ボロンボーイ
ジョエル・ボロンボーイ  (Joel Bolomboy   ,  1994年1月28日 - )は、ウクライナ・ドネツィク出身のバスケットボール選手。ポジションはPF/C。

## 来歴
1994年にコンゴ共和国出身の父とロシア系ウクライナ人の母との間でドネツィクで生まれる。一家は渡米し、高校はテキサス州フォートワースのケラーセントラル高校に在籍。大学進学の際にクレムゾン大学、オーバーン大学、フロリダ州立大学などの誘いを受け、最終的にウィーバー州立大学に進学。4年間在学し、同大学の歴代最多リバウンドを記録。ビッグスカイ・カンファレンスのリバウンド記録も樹立。最終学年の2015-16シーズンは同カンファレンスの最優秀選手、最優秀守備選手、1stチームに選出され、最高の形で大学生活を締めくくった。
ボロンボーイは2016年のNBAドラフトで52位でユタ・ジャズから指名された。しかし、シーズン通じてベンチで過ごすことが多くなり、2017-18シーズン開幕前にジャズを解雇。10月22日にミルウォーキー・バックスと2ウェイ契約を結んだ。